# Johann Stapfer (Politiker)

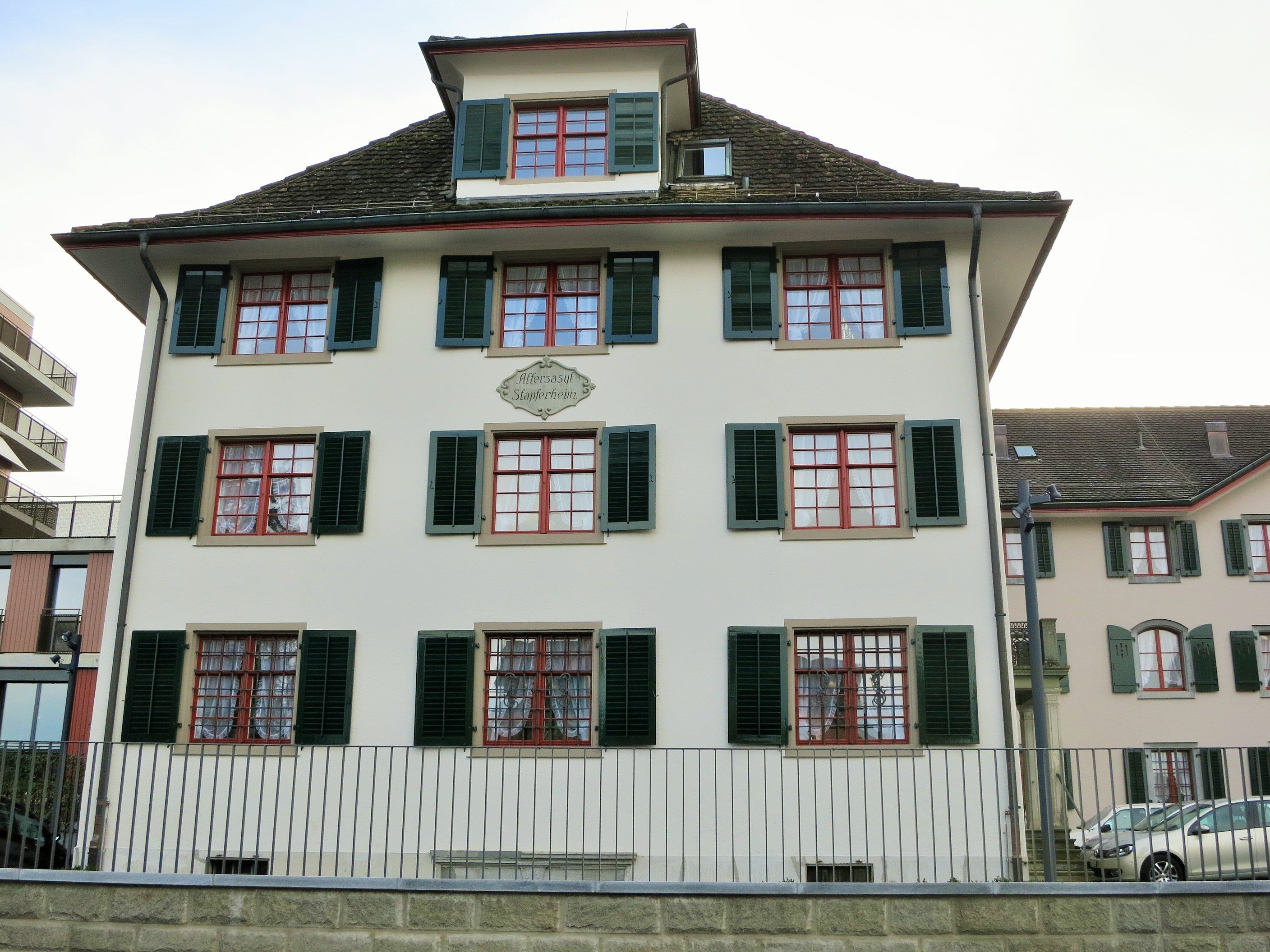
Stapferhaus von 1778, Ecke Linden-/Seestrasse, 1825 Seidenfabrik, 1889 Altersasyl der Stapfer Stiftung

Johann Stapfer  (* 11. Juni 1809 in Horgen; † 16. Januar 1886 ebenda) war ein Schweizer Politiker und Unternehmer. Von 1861 bis 1866 gehörte er dem Nationalrat an.

## Biografie
Johann Stapfer war der Sohn des Seidenindustriellen, Gemeindepräsidenten und Grossrats Johannes Stapfer und entstammte einer alten Horgner Familie. Seine Mutter war Susanna Hüni. Er besuchte von 1820 bis 1826 die Lehrinstitut der Gebrüder Hüni in Horgen und absolvierte eine kaufmännische Lehre bei der Firma Zuppiger in Bergamo.
Johann Stapfer trat als Teilhaber in die Seidenfabrik Johann Stapfer Söhne in Horgen ein und war bis zu seinem Tod aktiv in der Geschäftsleitung. Seine militärische Karriere als Waffenchef der Zürcher Scharfschützen beendete er im Jahr 1852 im Rang eines Oberstleutnants. Johann Stapfer war ein Gründer des Feldschützenvereins Horgen.
Johann Stapfer amtete als Bezirksrichter und sass von 1852 bis 1869 im Zürcher Kantonsrat, wo er liberale Ansichten vertrat. Von 1861 bis 1863 vertrat er den Stand Zürich im Nationalrat und wurde zum Umfeld von Alfred Escher gerechnet. Er hielt zahlreiche Verwaltungsratsmandate, wie den der Rentenanstalt und der Schweizerischen Nordostbahn. Der damaligen Schweizerischen Kreditanstalt diente er als Rechnungsprüfer. Von 1854 bis 1863 präsidierte er die Zürcher Seidenindustriegesellschaft.